# Мартиненко Володимир Олексійович
Володимир Олексійович Мартиненко (нар. 30 грудня 1958, Донецьк, Донецька область, Українська РСР) — член Українського геральдичного товариства та Всеукраїнського союзу краєзнавців.

## Життєпис
Народився 30 грудня 1958 року в місті Донецьку.
В 1982 році закінчив Донецький державний університет. Спеціалізація — фізика надвисоких частот.
Університетська дипломна робота в 1983 році зайняла 2-е місце на Всеукраїнському конкурсі студентських дипломних робіт.
В 1982 року прийнятий до сектору розподілу та перетворення електроенергії НДІ Комплексної автоматизації (м. Донецьк).
В 1988 року перейшов на роботу в Донецьке спеціальне конструкторське бюро радіотехнічних пристроїв. У виробничі обов'язки входило створення системи електропостачання виробу «Кольчуга». Виріб «Кольчуга» в 2004 році відзначен Державною премієюї України.

## Діяльніть
геральдикою став займатися з 1992 року.
Основний напрямок геральдичної діяльності — розробка адміністративної та муніципальної символіки (гербів і прапорів) Донецької області.
Автор 37 гербів і прапорів муніципальних і адміністративних одиниць Донецької області.
З 2004 р. — дійсний член Українського геральдичного товариства.
Активно працює в області краєзнавства.
З 2005 р. — дійсний член Всеукраїнського союзу краєзнавців.
Краєзнавча діяльність спрямована на вивчення історії техніки Донецька.
Керівник спільного проекту Німеччини та України зі створення гербів для колишніх німецьких поселень на території Донеччини.
Опублікував більше 20 статей в обласних газетах і журналах з питань геральдики і краєзнавства. У газеті «Донеччина» веде рубрику «Геральдика Донбасу».